# Wonderful Life (canción de Black)

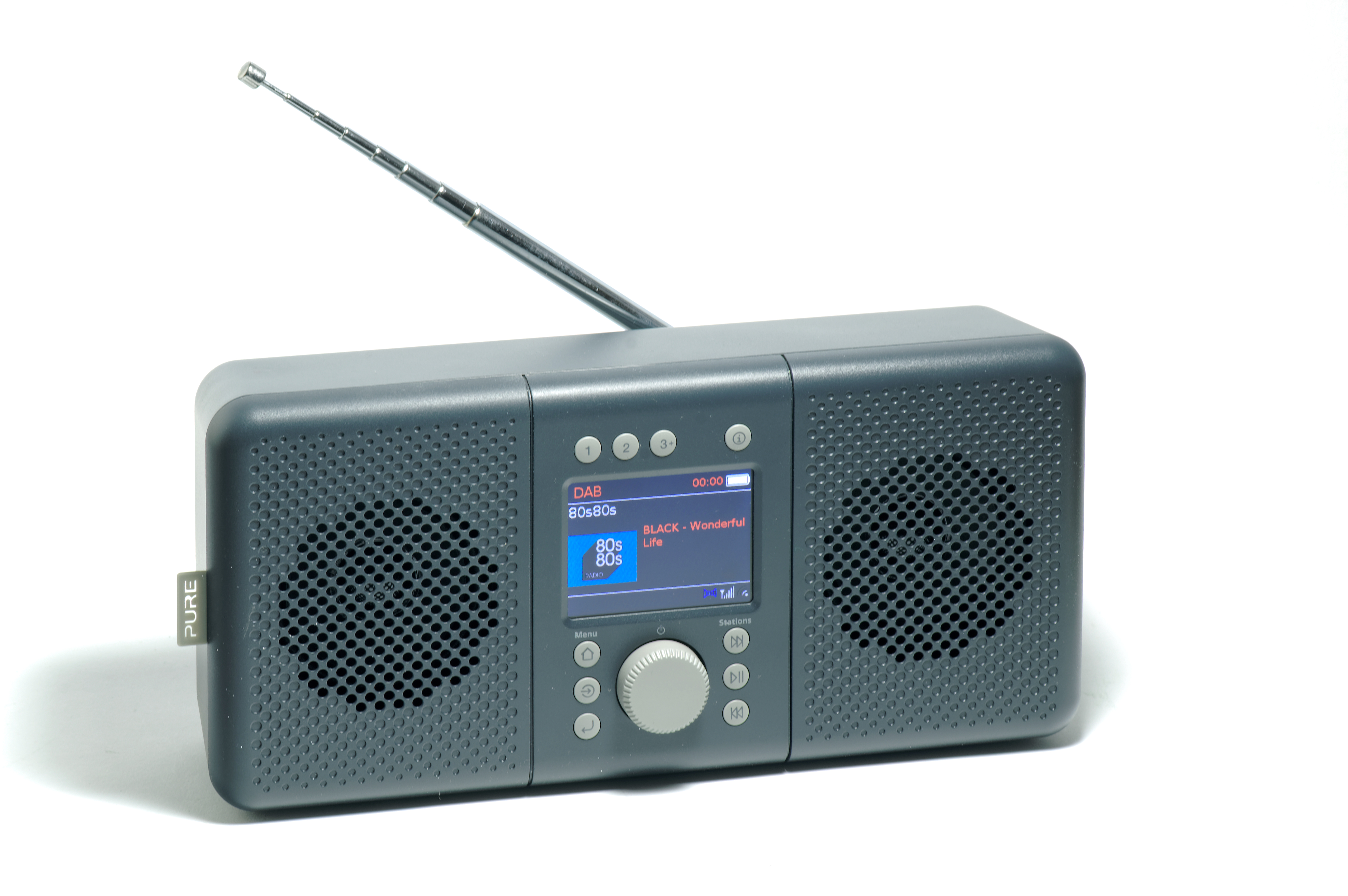
Wonderful Life en DAB+

«Wonderful Life» es un sencillo del solista británico Black, del disco homónimo.

## Historia del sencillo
1985 fue un año especialmente melancólico para el cantante de Black, Colin Vearncombe, causando que éste escribiera una canción clave, irónicamente titulada Wonderful Life (Vida Maravillosa). La canción fue lanzada en el año 1986 por Ugly Man Records, de manera independiente, y alcanzó el puesto 72 de las listas británicas de mayor éxito. La canción llamó la atención de la discográfica A&M Records, la cual firmó con Black y su carrera artística despegó. El álbum del mismo nombre, sacado en 1987, cosechó un gran éxito comercial —alcanzando el tercer puesto y el sencillo homónimo el octavo puesto de las listas británicas—, y entre los críticos musicales. La edición, de agosto de 1987 es la que se conoce hoy y se ha convertido en uno de los temas de referencia de Black.
Este tema ha sido versionado por múltiples artistas, como Ace of Base, Lara Fabian, Tina Cousins, Rosa López, Katie Melua y Zucchero.